# Julián Herbert
Julián Herbert (Acapulco, México, 20 de enero de 1971) es un escritor —poeta, novelista, cuentista y ensayista—, músico, profesor y promotor cultural mexicano.

## Biografía
Tuvo una infancia difícil, con una madre con la que de niño vivió una vida errante por todo México. Esta vivencia —ella murió de leucemia en 2008— la transformará más tarde en su novela Canción de tumba, elegía a "la muerte de su madre, una vieja y agonizante prostituta".
Estudió literatura española en la Universidad Autónoma de Coahuila, estado en el que reside desde 1989, particularmente en Saltillo.
Herbert debutó en la literatura con la recopilación de cuentos Soldados muertos (1993), luego escribió cuatro poemarios antes de publicar su primera novela, Un mundo infiel (2004).
Ha escrito ensayos literarios y ha hecho tres compilaciones de poesía hispanoamericana y mexicana.
Sus obras han obtenido premios tanto nacionales como extranjeros y algunos de sus textos han sido traducidos a varios idiomas.
Como músico ha sido miembros de las bandas de rock Los Tigres de Borges y Madrastras (vocalista).

## Premios
- Mención honorífica en el Premio Nacional de Poesía Joven Elías Nandino 1999 con El nombre de esta casa
- Premio Nacional de Literatura Gilberto Owen 2003
- Presea Manuel Acuña (2004)
- Premio Nacional de Cuento Juan José Arreola 2006
- Premio Nacional de Cuento Agustín Yáñez 2008 (compartido con León Plascencia Ñol)[5]
- Premio Jaén de Novela Inédita 2011 por Canción de tumba[6]
- Premio de Novela Elena Poniatowska 2012.[7]

## Publicaciones
Cuento
- Soldados muertos, 1993
- Cocaína (manual de usuario), 2006
- Tráiganme la cabeza de Quentin Tarantino, 2017

Poesía
- Chili Hardcore, 1994
- El nombre de esta casa, 1999
- La resistencia, 2003
- Autorretrato a los 27,  2003
- Kubla Khan, 2005
- Pastilla camaleón, 2009
- Álbum Iscariote, 2012
- Bisel, 2014
- Jesus liebt dich nicht / Cristo no te ama, traducido al alemán por Timo Berger, 2014
- Las azules baladas (vienen del sueño), 2014

Novela
- Un mundo infiel, 2004
- Canción de tumba, 2011

Ensayo
- Caníbal. Apuntes sobre poesía mexicana reciente, 2010
- Suerte de principiante, 2024
- Overol. Apuntes sobre la narrativa mexicana reciente, 2024

Crónica
- Algunas estúpidas razones para volver a Berlín, 2013
- La casa del dolor ajeno, crónica de un pequeño genocidio en la laguna, 2015
- Ahora imagino cosas, 2019

Artículos
- El borracho que se cree invisible, 2014

En coautoría
- Tratado sobre la infidelidad, cuento, con León Plascencia Ñol, 2010
- El polvo que levantan las botas de los muertos', con Luis Jorge Boone, 2013

Como editor
- El decir y el vértigo. Panorama de la poesía hispanoamericana reciente, 1965-1979, con Rocío Cerón y León Plascencia Ñol, 2005
- Anuario de poesía mexicana 2007, 2008
- Escribir poesía en México 1, con Santiago Matías y Javier de la Mora, 2010
- Escribir poesía en México 2, con Santiago Matías y Javier de la Mora, 2012